# Дел Медико (Падова)
Дел Медико је насеље у Италији у округу Падова, региону Венето.
Према процени из 2011. у насељу је живело 318 становника. Насеље се налази на надморској висини од 16 м.